# Дыбован
Дыбован (болг. Дъбован) — село в Болгарии. Находится в Плевенской области, входит в общину Гулянци. Население составляет 558 человек.

## Политическая ситуация
В местном кметстве Дыбован, в состав которого входит Дыбован, должность кмета (старосты) исполняет Таня Жорова Крыстева (коалиция партий: Демократы за сильную Болгарию (ДСБ), Земледельческий народный союз (ЗНС), Союз демократических сил (СДС)) по результатам выборов.
Кмет (мэр) общины Гулянци — Лучезар Петков Яков (Болгарская социалистическая партия (БСП)) по результатам выборов.